# گرابین (استان اوپوله)
گرابین (به لهستانی: Grabin) یک منطقهٔ مسکونی در لهستان است که در گمینا نگمودلین واقع شده‌است. گرابین ۶۴۵ نفر جمعیت دارد.